# 980-talet

## Händelser
- 982 - Grönland upptäcks av Erik den röde.
- 985 - Harald Blåtand dör och efterträds som kung av både Danmark och Norge av sin son Sven Tveskägg
- 989 - Universitetet i Sankore, Timbuktu grundas.
- 989 (5 september) - Halleys komet passerar jorden.

## Avlidna
- 986 -  As-Sufi